# It’s Raining Men
It’s Raining Men ist ein Lied von den Weather Girls aus dem Jahr 1982, das von Paul Shaffer und Paul Jabara geschrieben wurde. Es erschien auf dem Album Success.

## Geschichte
Ursprünglich schrieben Paul Jabara und Paul Shaffer das Lied im Jahr 1979, im Laufe der Jahre bis 1982 boten sie Diana Ross, Donna Summer, Cher und Barbra Streisand den Disco-Song an, die ihn ablehnten, bis Martha Wash und Izora Armstead ihn annahmen und aufnahmen. Die Veröffentlichung war am 10. September 1982.
In der Episode Die verrückte Entrückung aus American Dad sagt Stan Smith als Anspielung auf den Songtitel den Spruch: „It’s Raining Wise Men“.
Nach den Terroranschlägen am 11. September 2001 wurde das Lied von vielen Radiosendern nicht gespielt, weil nach dem Einschlag der Flugzeuge zahlreiche Menschen aus den brennenden Türmen des World Trade Centers gesprungen oder gefallen waren.

## Musikvideo
Die Regie des Musikvideos führten Jim Canty und Jake-Sebastian Wynne, im Video ist auch Gene Anthony Ray zu sehen. Der Clip beginnt mit einer Großaufnahme einer Großstadtkulisse. In einem Büro angekommen klappen die Weather Girls ihre Regenschirme zusammen, blicken gen Fenster aufwärts, erhalten von den Mitarbeiterinnen einzelne Texte und beginnen das Lied zu singen. Izora Armstead telefoniert dabei auch. Die Weather Girls blicken erneut aus dem Fenster, sehen dem Titel des Liedes entsprechend Männer regnen und springen aus dem Fenster. Aus dem Hintergrund taucht eine Gruppe von Männern auf, die im Verhältnis zum Haus größer sind und schenken einem der Häuser ihre Aufmerksamkeit. In dem Haus geht die „Mutter Natur“ (ebenfalls gespielt von Izora Armstead) zu einer Tischrunde, die aufsteht und durch flügelförmige Anschlagtüren geht. Neben den Männern tanzen im Großformat auch einige Frauen und die Weather Girls persönlich. Eine von denen klappt ein Dach eines Hauses auf. In dem Haus liegt Martha Wash auf einem herzförmigen Bett, umgeben von männlichen Backgroundtänzern. Danach regnen erneut die Männer vom Himmel und die Frauen einschließlich die Weather Girls blicken dann in Zeitungen. Am Ende tanzen alle miteinander.

## Kommerzieller Erfolg

### Chartplatzierungen
In der Schweiz platzierte sich It’s Raining Men erstmals 2001 für eine Woche auf Position 95.
| ChartsChartplatzierungen       | Höchstplatzierung | Wochen |
| ------------------------------ | ----------------- | ------ |
| Deutschland (GfK)              | 43 (7 Wo.)        | 7      |
| Schweiz (IFPI)                 | 95 (1 Wo.)        | 1      |
| Vereinigte Staaten (Billboard) | 46 (11 Wo.)       | 11     |
| Vereinigtes Königreich (OCC)   | 2 (19 Wo.)        | 19     |

### Auszeichnungen für Musikverkäufe
| Land/Region                  | Auszeichnungen für Musikverkäufe (Land/Region, Auszeichnung, Verkäufe) | Verkäufe |
| ---------------------------- | ---------------------------------------------------------------------- | -------- |
| Deutschland (BVMI)           | Gold                                                                   | 250.000  |
| Neuseeland (RMNZ)            | Platin                                                                 | 30.000   |
| Spanien (Promusicae)         | Gold                                                                   | 30.000   |
| Vereinigtes Königreich (BPI) | Platin                                                                 | 600.000  |
| Insgesamt                    | 2× Gold · 2× Platin ·                                                  | 910.000  |

## Coverversionen

### Geri Halliwell-Version
Die britische Pop-Sängerin Geri Halliwell veröffentlichte 2001 eine Coverversion als erste Single ihres zweiten Studioalbums Scream if You Wanna Go Faster. Diese entwickelte sich zu einem europaweiten Hit und wurde ein Nummer-eins-Hit in Großbritannien.
| ChartsChartplatzierungen     | Höchstplatzierung | Wochen |
| ---------------------------- | ----------------- | ------ |
| Deutschland (GfK)            | 5 (18 Wo.)        | 18     |
| Österreich (Ö3)              | 5 (25 Wo.)        | 25     |
| Schweiz (IFPI)               | 4 (42 Wo.)        | 42     |
| Vereinigtes Königreich (OCC) | 1 (20 Wo.)        | 20     |

| ChartsJahrescharts (2001) | Platzierung |
| ------------------------- | ----------- |
| Deutschland (GfK)         | 27          |
| Österreich (Ö3)           | 37          |
| Schweiz (IFPI)            | 14          |

| Land/Region                  | Auszeichnungen für Musikverkäufe (Land/Region, Auszeichnung, Verkäufe) | Verkäufe  |
| ---------------------------- | ---------------------------------------------------------------------- | --------- |
| Australien (ARIA)            | Platin                                                                 | 70.000    |
| Belgien (BRMA)               | 2× Platin                                                              | 100.000   |
| Deutschland (BVMI)           | Gold                                                                   | 250.000   |
| Frankreich (SNEP)            | Diamant                                                                | 750.000   |
| Niederlande (NVPI)           | Gold                                                                   | 40.000    |
| Schweiz (IFPI)               | Gold                                                                   | 20.000    |
| Vereinigtes Königreich (BPI) | Gold                                                                   | 400.000   |
| Insgesamt                    | 4× Gold · 3× Platin · 1× Diamant ·                                     | 1.630.000 |

### Weitere Versionen
- 1983: Sylvie Vartan
- 1997: RuPaul feat. Martha Wash
- 1997: Klaus Hallen
- 1999: Die Fabulösen Thekenschlampen und Dirk Bach (Es regnet Jungs)
- 2005: Helena Vondráčková
- 2007: J.B.O. (Raining Blood)
- 2022: Blond feat. addeN (Männer)